# Jacopo della Pila
Jacopo Della Pila (Milano, ... – Napoli, ...; fl. XV-XVI secolo) è stato uno scultore italiano.

## Biografia
Poco si sa del Della Pila, che aveva senz'altro origini milanesi. La sua attività è documentata nel Regno di Napoli tra il 1471 e il 1502, dopo una probabile formazione romana. Prima opera di rilievo è il Monumento sepolcrale del vescovo Nicola Piscicelli nel duomo di Salerno, datata 1471, in cui è già presente uno schema compositivo che lo scultore replicherà più volte e che recuperava la tradizione trecentesca, piuttosto consueto nella produzione napoletana del periodo: un sepolcro poggiato su tre pilastrini cui si addossano le tre Virtù (Fede, Speranza e Carità), segni del merito terreno del defunto mentre sulla cassa tre ghirlande circondano San Matteo, la Madonna col Bambino e San Marco.
Al periodo immediatamente successivo appartengono i sepolcri di Garzia Cavaniglia e di Antonio Carafa detto "il Malizia" per le chiese napoletane di Monteoliveto e San Domenico Maggiore, nonché di quello di Diego I Cavaniglia in San Francesco a Folloni presso Montella, datato 1481. Incerta la data di realizzazione del sepolcro di Costantino Castriota a Santa Maria la Nova a Napoli.
L'interesse per la scultura classica è evidente nel Tabernacolo per la cappella di San Barbara in Castel Nuovo, opera degli anni '80 del Quattrocento. Tra il 1492 e il 1500 realizza il sepolcro di Tommaso Brancaccio sempre in San Domenico Maggiore a Napoli e in cui ripete lo schema con il sepolcro retto dalle tre Virtù.
La data di morte del Della Pila resta ignota.

## Opere
- Sepolcro di Matteo Ferrillo, convento di Santa Maria la Nova, Napoli